# Passiflora loefgrenii
Passiflora loefgrenii is een passiebloem die in 1997 is beschreven en benoemd door Fabio Augusto Vitta. Hij vernoemde de plant naar Albert Löfgren, de eerst bekende verzamelaar.
De stengels zijn glad, rond en dun. In de bladoksels bevinden zich tot 3,5 cm lange, niervormige steunblaadjes die de ranken flankeren. De bladstelen zijn tot 7 cm lang. De afwisselend geplaatste bladeren zijn drielobbig, gaafrandig en 5–9,5 × 5,5–14 cm groot.
De bloemstelen staan solitair in de bladoksels en zijn 11–20 cm lang. De bloemen zijn paars, blauwachtig violet en wit van kleur en 9–12 cm breed. De kelkbladeren zijn paars, tot 5,5 × 1,5 cm groot en eindigen in een tot 1 cm lange kafnaald. De kroonbladeren zijn paars en bijna even groot als de kelkbladeren. De corona bestaat uit zes of zeven rijen, die wit aan de basis zijn en daarboven blauwachtig paars. De buitenste twee rijen zijn 1,7–2 cm lang en de binnenste rijen zijn 1–1,2 cm lang. De bloemen worden bestoven door de kolibries Phaethornis eurynome en Phaethornis squalidus en door houtbijen (Xylocopa). De vruchten zijn ellipsvormig, groenachtig geel en circa 6 × 4 cm groot.
Aanvankelijk werd gedacht dat het verspreidingsgebied van Passiflora loefgrenii beperkt was tot Ribeirão Preto in de deelstaat São Paulo in Brazilië, maar later werd de plant ook ontdekt in de omgeving van Iporanga in São Paulo en Corupá in de deelstaat Santa Catarina.
In West-Europa kan de plant in de gematigde kas of in de huiskamer worden gehouden. In de zomer kan de plant buiten worden gezet.

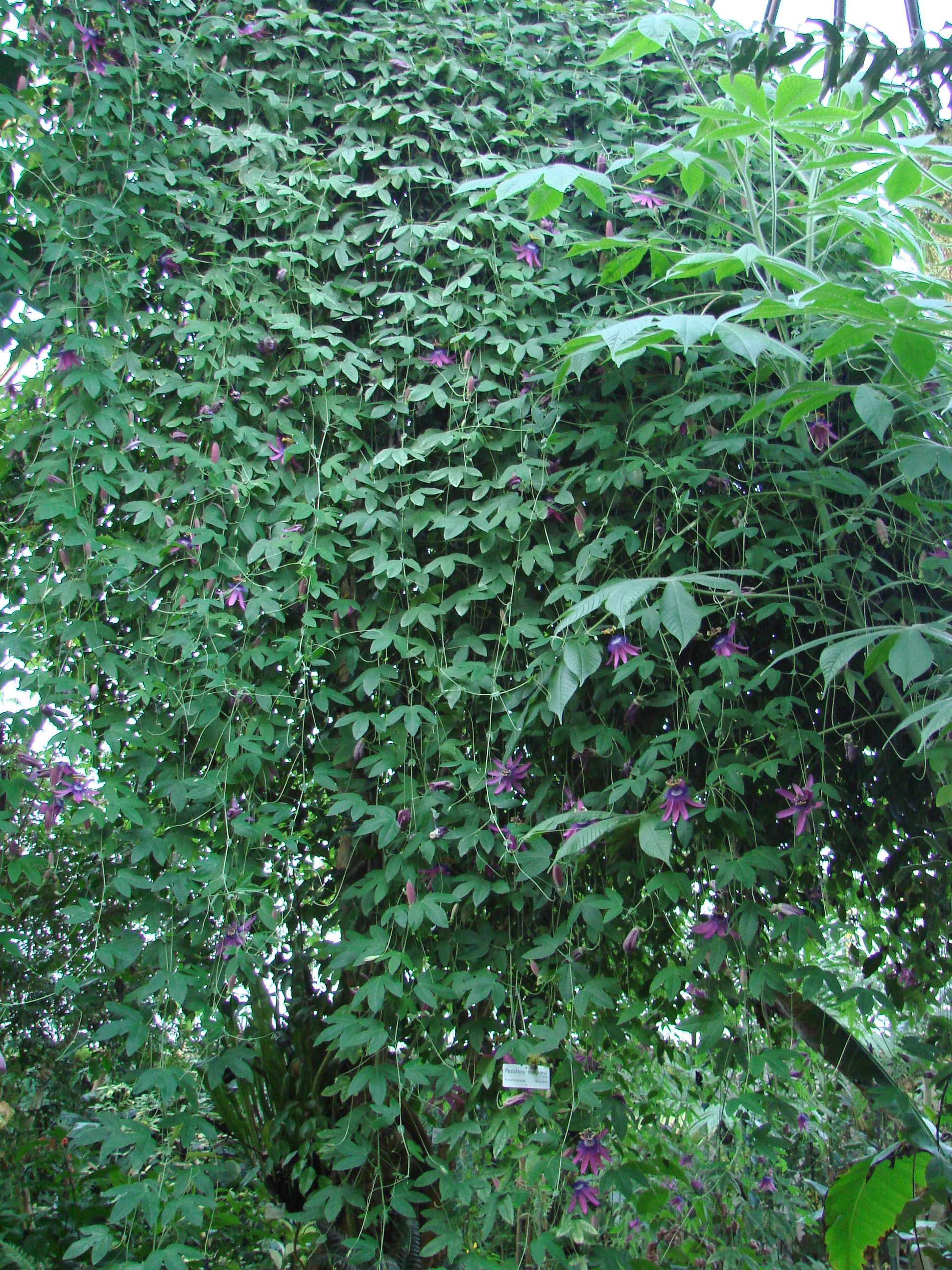
Plant
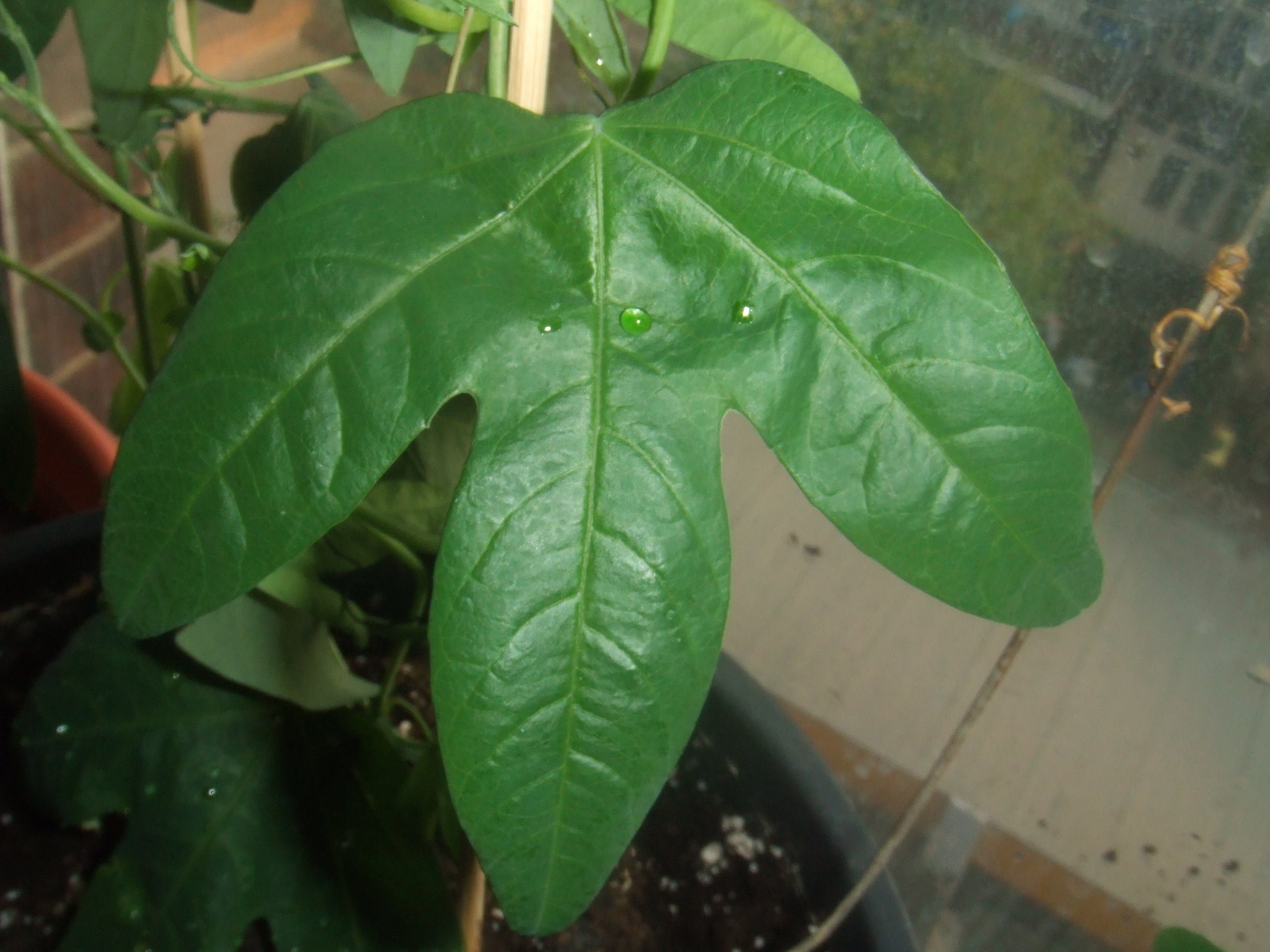
Blad
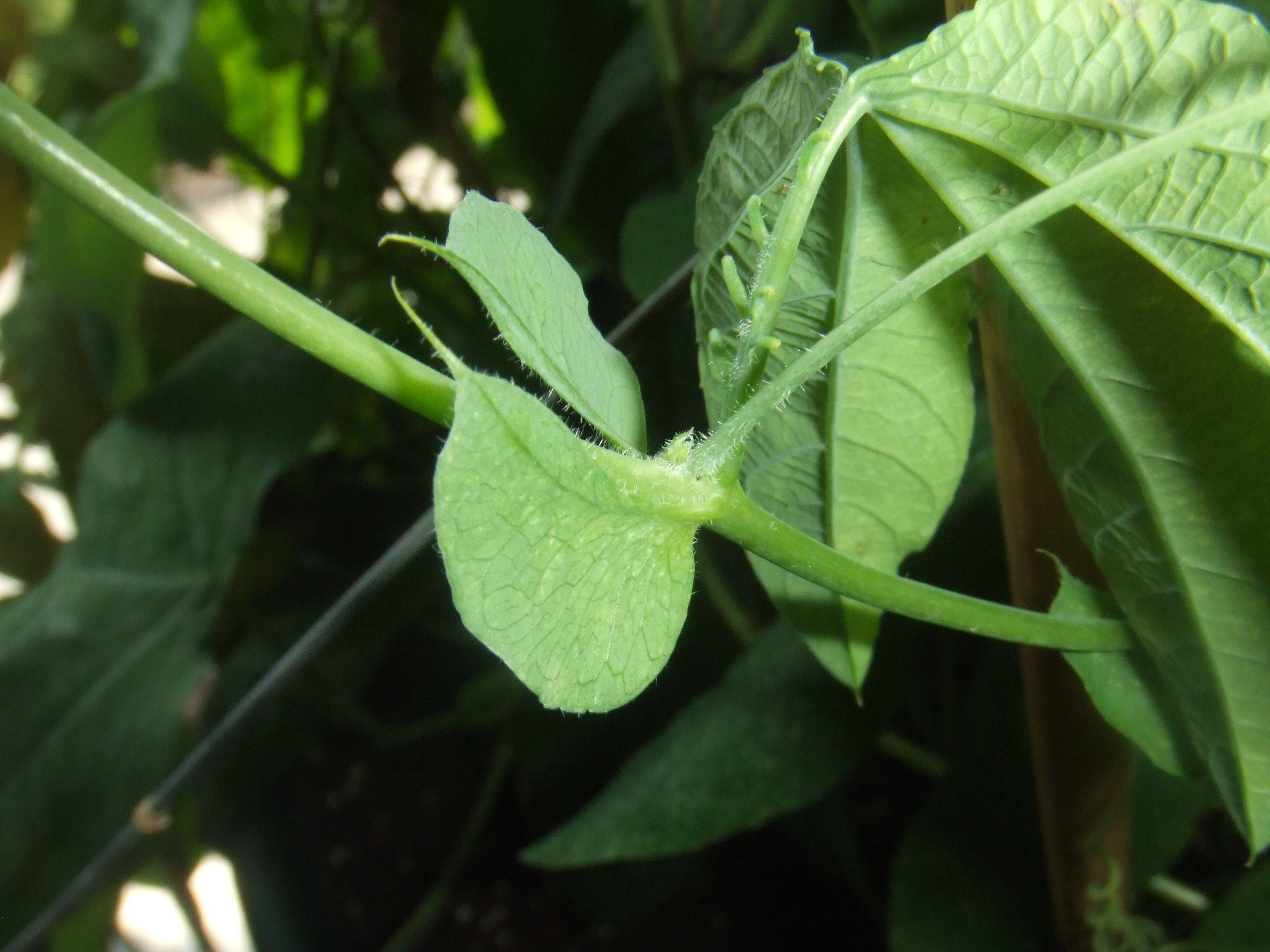
Steunblaadjes

... · 
P. alata · 
P. aurantia · 
P. biflora · 
P. caerulea (Blauwe passiebloem) · 
P. citrina · 
P. coccinea · 
P. coriacea · 
P. edmundoi · 
P. edulis · 
P. edulis forma edulis · 
P. edulis forma flavicarpa · 
P. foetida · 
P. gibertii · 
P. herbertiana · 
P. incarnata · 
P. jorullensis · 
P. kermesina · 
P. laurifolia · 
P. ligularis · 
P. lindeniana · 
P. loefgrenii · 
P. lutea · 
P. morifolia · 
P. murucuja · 
P. organensis · 
P. picturata · 
P. punctata · 
P. quadrangularis · 
P. racemosa · 
P. rubra · 
P. serratifolia · 
P. suberosa · 
P. subpeltata · 
P. tarminiana · 
P. tulae · 
P. vitifolia · 
P. xishuangbannaensis · 
P. yucatanensis · 
...